# ديفيد غرينوود
ديفيد غرينوود (بالإنجليزية: David Greenwood) مواليد 27 مايو 1957 في لينووود، هو لاعب كرة سلة محترف أمريكي سابق بدأ مسيرته الاحترافية في سنة 1979 حيث اختير من قبل فريق شيكاغو بولز خلال الدرافت، وحمل الرقم 34 و10 و22 و33. بلغ طوله 6 قدم 9 بوصة (2.1 م). اعتزل اللعب في 1991.

## روابط خارجية
- ديفيد غرينوود على موقع إن بي أي (الإنجليزية)
- ديفيد غرينوود على موقع سبورتس رفرنس (الإنجليزية)
- ديفيد غرينوود على موقع كلية كرة السلة في سبورتس رفرنس.كوم (الإنجليزية)
- ديفيد غرينوود على موقع ريلجم (الإنجليزية)
- ديفيد غرينوود على موقع بروبوليرز (الإنجليزية)